# Kōji Moriyama
Kōji Moriyama (jap. 森山 浩二, Moriyama Kōji; * 1946) ist ein japanischer Pop- und Jazzmusiker (Gesang, Conga).
Moriyama nahm in den 1960er-Jahren einige Popsongs wie Boku no Marshmallow-chan (僕のマシュマロちゃん; 1964) auf. Unter eigenem Namen legte er in den 70ern die Alben Night and Day (Three Blind Mice, 1976) und Smile (TBM 1977) vor, auf denen er vom Tsuyoshi Yamamoto Trio (mit Nobuyoshi Ino, Bass und Tetsujiro Obara, Schlagzeug) begleitet wurde. Im Juni 1979 entstand noch der Livemitschnitt Live at Misty, aufgenommen im gleichnamigen Jazzclub in Tokioter Stadtteil Roppongi. Begleitet wurde er von Kenji Kosei (Piano), Masayuki Takayanagi (Gitarre), Yasuhito Mori (Bass) und Takeshi Watanabe (Schlagzeug). Sein Repertoire bestand großteils aus populären Pop- und Jazzstandards wie  „All of Me“, „Days of Wine and Roses“, „Our Love Is Here to Stay“, „’S Wonderful“ und „There’ll Never Be Another You“.